# Projeções do caratê
Nage waza (投げ技) é o conjunto de técnicas de arremesso do caratê, mediante as quais o oponente é atirado ao solo ou desestabilizado de forma peremptória, para ser a luta concluída com um golpe decisivo. Em que pese serem um gênero negligenciado nos estilos modernos de caratê, há em seu repertório várias técnicas.
Sua origem teve muita relação com as habilidades dos samurais, quando lutavam desarmados e, de modo menos marcante, com modalidades de luta mais primitivas no resto do continente asiático, sendo isto que mais vai demonstrar o caratê como patrimônio da cultura nipônica.

## História
O caratê nunca foi percebido como uma arte marcial uniformemente desenvolvida. Evidência mor dessa característica é ter-se visto nessa história o surgimento de três grandes escolas, baseadas em três cidades que pouco distam geograficamente, pero muito conceitualmente. Assim, posto que compartilhem todos os estilos, modernos e vetustos, de princípios comuns, as ideias por detrás das aplicações práticas das técnicas podem variar significativamente.
Quando se contrapõem o desenvolvimento do caratê com outras artes marciais japonesas, vê-se que o caratê possui uma origem mais eclética, buscando saberes tanto no Japão, quanto em China e outras paragens (GREEN, 2001, p. 240).
Os caratecas e mestres, baseados em circunstâncias fácticas reais, sabiam que os golpes de atemi waza nem sempre se mostravam viáveis contra todo e qualquer tipo de adverário, haja vista que em espaços exíguos ou contra alguém a usar de armadura, dar um pontapé ou soco não seria muito eficaz. Contudo, se esse mesmo adversário estivesse prostrado ao chão ou no instante exato de uma queda, seria perfeitamente possível o emprego de um golpe incapacitante, posto partes vulneráveis estarem expostas e/ou a capacidade de reação estar comprometida (MURAT, 2005, pp. 15, 30).
Nesta cércea, as técnicas de arremesso, sem olvidar obscuras conexões com outros sistemas de combate e movimentos (golpes) autóctones, foram introduzidas basicamente de duas fontes: os samurais e mestres (chineses) que ensinavam qinna ou métodos próprios.
Já em tempos mais actuais, posto que muitas vezes deslembrada, houve intensa troca de conhecimentos entres os mestres Gichin Funakoshi e Jigoro Kano, pelo que ambos introduziram/adaptaram em seus sistemas de luta técnicas um do outro. Por sua vez, mestre Kenwa Mabuni, além de simultaneamente ter com mestre Funakoshi, buscou conhecimentos em várias fontes que não apenas aquelas dos mestres que legaram o cerne do estilo shito-ryu.
Por idiossincrasia, o caratê é uma arte marcial que pode ser treinada só: por intermédio de kata, que até hoje, nos círculos tradicionais, é tido como a mola mestra da arte marcial. Assim, justamente pelo kata são transmitidas as técnicas de arremesso do caratê, a despeito de haverem sido individualizadas em kihon.

## Características
Diferentemente do que sucede com os estilos de koryu do Japão continental, as técnicas de arremesso do caratê continuam a carregar as características de serem ligeiras e de poderem ser aplicadas a certa distância. Entretanto, todos os golpes de projeção do caratê possuem seus respectivos correspondentes no judô e jiu-jitsu, com a ressalva de que nessas lutas há uma variedade muito maior de técnicas.
No caratê, o emprego de táticas com sacrifício deve ser acompanhado necessariamente de uma técnica de caimento, ou ukemi waza, para resguardar a postura ofensiva.

## Kari waza
Kari waza (刈技, habilidade de corte) é o gênero de técnicas de rasteiras e podem ser aplicadas com as mãos ou os pés. Mas, diferentemente do que ocorre em técnicas correspondentes de outras artes marciais, o emprego de uma rasteira no caratê, quando for feita com os pés, prescinde do uso das mãos, posto que eventualmente seja aconselhável seu uso, para o aplicação de movimentos de gyaku waza. No mais das vezes, todavia, os golpes com as mãos são do gênero atemi waza. Outra diferença é que as ténicas de kari waza englobam, diferente do judô, tanto de rasteiras (kari) quanto de raspamentos (harai).

### Ashi barai
Ashi barai (足掃) é executado em movimento de trajetória circular, raspando o pé (ou a perna abaixo do joelho) mais rente do adversário e, em simultâneo, a cintura gira em gyaku kaiten. Além de eventualmente derrubar o outro, tem a serventia de o desequilibrar para a feitura de outra técnica.

### Kakato gaeshi
Kakato gaeshi (踵返し) é um tranco no pé: pega-se por trás do calcanhar de um dos pés, ou apenas se puxando ou se travando com o emprego de um impulso contrário na mesma perna. Pode ser executado como suwari waza, ou se faz preferencialmente em shiko dashi.

### Ko soto gari
Ko soto gari (小外刈), à curta distância, puxa-se o pé do adversário, pelo lado externo, com a área de teisoku num movimento linear e a cintura em jun kaiten. Não se pode confundir a técnica com ashi barai, por que esta última é uma rasteira ou travamento da perna do adversário e pode ser feita contra desde os joelhos até em baixo, enquanto em ko soto gari, além de uma rasteira, é feito um puxmamento.

### Ko uchi gari
Ko uchi gari (小内刈), à curta distância, puxa-se a perna do adversário, pelo lado interno, semelhante a ko soto gari e/ou kakato.

### Morote gari
Morote gari (諸手刈), Kusariwa (鎖環) ou Udewa (腕輪), é feita segurando-se ambas as pernas do adversário, travando-as simultaneamente ao puxá-las para trás, com o escopo de travar o deslocamento para trás. A ideia é aproveitar o movimento de recuo que o oponente eventualmente fará ou, caso não recue, faz-se um impulso direto na linha de cintura, para derrubar de costas. Mestre Gichin Funakoshi chamava-o de udewa morote gari.

### Nami gaeshi
Nami gaeshi (波返し) é executado passando-se a perna em movimento circular ascendente por trás de uma das pernas do adversário até a altura da articulação do joelho e, simultaneamente, empurrando o tronco em movimento contrário enquanto se aplica um atemi na perna alvo.
A técnica de nami gaeshi resume-se basicamente ao movimento da perna, sendo também uma defesa, o impulso que se dá com mãos contra a parte superior do adversário é para aumentar a eficácia do golpe. Não se trata de uma rasteria, mas é uma técnica versátil, sendo encontrada no kata tekki shodan.

### O soto gari
O soto gari (大外刈) é executado raspando a perna, pela parte externa, do adversário com a área de kakato conjugada à partes exterior e posterior da perna — fukurahagi —. O movimento deve ser iniciado quando se estiver na base sho zenkutsu, ou na base moroashi, sem se alongar a base, para não perder o equilíbrio. A posição final é identica à inicial. E a cintura gira primeiro em jun kaiten e, depois, em reverso. O movimento é basicamente o mesmo do chute fumikiri geri, mas é executado como uma rasteira.

### O uchi gari
O uchi gari (大内刈) é executado rapando a perna do adversário, pelo lado interior, de modo similar a o soto gari. Os movimentos da cintura e dos pés são idênticos aos de o soto gari.

## Kuruma waza
Kuruma waza (車技): projeções com movimentos circulares do adversário.

### Byobudaoshi
Byobudaoshi (屏風倒し) é uma projeção feita empurrando o tronco enquanto se travam os pés do adversário de modo a se implementar um movimento de alavanca. É necessário o impulso contrário no tronco do adversário, que pode ser feito com um simples empurrão ou com um golpe de soco ou uma pacada com o antebraço ou cotovelo.

### Karami nage
Karami nage (絡み投げ) faz-se segurando-se as mãos do oponente de modo cruzado, girando os braços no próprio eixo para que os cotovelos fiquem em oposição, isto é, de um jeito em que os lados externos braços fiquem opostos para não poderem flexionar. Depois, com um giro da cintura e com deslocamento dos pulsos em sentidos, arremessa-se o oponente ao chão.
A técnica pode ser vista claramente como aplicação do kata Heian sandan, logo no primeiro kyodo.

### Kata guruma
Kata guruma (肩车 ou 肩車): giro por sobre os ombros.

### Katawa guruma
Katawa guruma (片輪車) é fazer derrubar o oponente pelos ombros.

### Koma nage
Koma nage (独楽投げ) é feito segurando-se o braço do adversário e girando-o lateralmente, para derrubá-lo com um movimento descendente.

### Koshi guruma
Koshi guruma (车): ataca a linha de cintura com a prórpria cintura.

### Kubiwa nage
Kubiwa nage (首輪投げ) é feito de forma semelhante a byobudaoshi, mas se passando o braço ao redor do pescoço do adversário.

### Sakatsuchi
Sakatsuchi (坂槌) semelhante a tani otoshi, mas é feito pela frente.

### Tai otoshi
Tai otoshi (体落し) é executado passando-se uma perna de forma a bloquear o movimento das pernas do oponente, enquanto se lhe aplica uma força sobre a parte superior de seu corpo.

### Tani otoshi
Tani otoshi (谷落し) é fazer derrubar o oponente com a cabeça no chão.

### Yaridama
Yaridama (槍玉) é executada entrando com o hara por baixo do oponente, segura-se o braço contrário ao que se entra e projtea-se-o com um giro rápido da cintura simultaneamente à suspensão do hara.

## Sutemi waza
Sutemi waza (捨身技) são as técnicas de sacrifício, ou seja, são aqueles movimentos nos quais o carateca abdica de sua postura em pé, atirando-se ao chão junto com o adverásrio. Como ambos cairão, aquele que aplica esse tipo de golpe o faz para controlar tanto sua queda quanto à do outro, mas o faz de modo a que não se magoe, transferindo a maior parte da energia ao adversário, que vai sofrer com sua queda que está fora de seu controle.
Judô e jiu-jitsu têm ambos um conjunto de técnicas de sacrifício, mas com mais técnicas. De certo modo, um mesmo golpe de caratê, dependendo de como é executado, pode ser um ou outro de judô. Ou, de outro modo, por exemplo, tomoe guruma pode corresponder tanto ao tomoe-nage quanto ao sumi-gaeshi.
Não se incentiva o uso de tais técnicas de modo geral, porque, mesmo que se controle o movimento, há certo grau de imprevisibilidade, pelo que devem ser empregadas basicamente como última opção, haja vista que a parte de solo (ne waza) do caratê é muito restrita, pois os golpes de atemi somente são eficientes em trajetórias descentendes.

### Dai koshi
Dai koshi (大腰) é feito com o lançamento do outro por sobre a linha de cintura, por detrás das costas.

### Kani basami
Kani basami (蟹挟, garra de caranguejo) é feito passando-se uma perna, a inferior, ou que esteja mais próxima do chão, por detrás das pernas do adversário mas com a outra pela frente à altura da linha de cintura. Opcionalmente, agarra-se com uma das mãos o oponente à altura do ombro, para ajudar quando se o impulsionar para o chão. Com um giro do corpo, impulsionando para trás a perna que está pela frente, derruba-se. Quando feito com agarramento do ombro, há forças jogando o adversário para trás e para baixo, no sentido de dar mais eficiência ao golpe. Alguns costuma chamar o golpe de tesoura.

### Tomoe guruma
Tomoe guruma (巴车): fazer uma alavanca com uma perna e jogar o inimigo por cima com as costas apoiadas no chão.

### Tsubame gaeshi
Tsubame gaeshi (燕返し) é feito com um pivô com um dos ombros à base do braço.

### Unshu geri
Unshu geri (云手蹴り), semelhante à técnica de kani basami, as pernas simulam uma tesoura, mas a projeção é feita passando-se uma perna por detrás das parnas do oponente enquanto é desferido um chute até a linha de cintura.

### Yoko otoshi
Yoko otoshi (横落し): gira o corpo do inimigo pelo lado.